# Леман (газове родовище)
Леман (Леман Бенк) — газове родовище в британському секторі Північного моря. Станом на 2016 рік найбільше родовище в історії Великої Британії.

## Характеристика
Відкрите у 1966 році в південній частині моря у 72 км від узбережжя. Поклади вуглеводнів виявлено на рівні 1980 метрів під морським дном. Як і на розташованому поблизу іншому великому родовищі Індефатігебл, вуглеводні знайдено у відкладеннях пермського періоду, колектор — пісковики, на які перетворились створені колись еоловими процесами дюни. Нафтоматеринські породи — залягаючі глибше відкладення карбону.
Запаси родовища Леман оцінюються у 325 млрд.м3 газу.
Ще однією схожістю Леман та Індефатігебл стало розташування кожного з них у секторах одразу двох великих компаній, причому тих самих -  Amoco та Shell, що наклало свій відбиток на створену тут інфраструктуру.

## Розробка
В процесі розробки кожною із сторін було створено свої інфраструктурні комплекси:
А. У східній частині родовища (Amoco/ВР, на початку 2000-х права продані компанії Perenco):
- встановлені між 1968 та 1975 роками шість комплексів із спарених платформи для розміщення фонтанних арматур та процесингової платформи AD/AP, BD/BP, CD/CP, DD/DP, ED/EP, FD/FP та окремі платформи Е, Н, G. При цьому перемички від CD/CP, ED/EP, Е та Н виходили до комплексу «А», а від DD/DP, FD/FP і G до комплексу «В»;
- суміщена з комплексом «В» платформа-хаб BT (1970), до якої приєднувався трубопровід від потужностей компанії Amoco на родовищі Індефатігебл та починались трубопроводи до берегового терміналу в Бактоні та комплексу «А»;
- суміщена з комплексом «А» компресорна платформа АС (1976), яка дозволила підтримувати виробництво в умовах падіння пластового тиску. Окрім тільки що згаданої перемичики з хабом ВТ, компресорна платформа мала власну лінію до того самого берегового терміналу. Також через комплекс «А» проходила продукція з родовища Camelot (належало іншій компанії).
В. У західній частині родовища (Shell):
- комплекс Alpha, до якого входили введені у дію в 1967—1970 процесингова платформа AP, дві платформи для розміщення фонтанних арматур (ADI та ADII) та запущена трохи пізніше у 1975 році компресорна AK. Також по ходу розробки з Alpha з'єднали платформу для розміщення фонтанних арматур Foxtrot, а з останньою Golf;
- комплекси Bravo (1970) та Charlie (1972), кожен з яких складався з процесингової платформи (ВР та СР відповідно) та платформи для розміщення фонтанних арматур (BD та CD). Трохи пізніше до Bravo під'єднали ще одну платформи для розміщення фонтанних арматур Echo;
- комплекс з'єднаних містками платформи-хабу BT та житлової BH. ВТ приймала продукцію з комплексів Bravo, Charlie та платформи для фонтанних арматур Delta, після чого переправляла її для подальшої підготовки на комплекс Alpha.
В свою чергу, до процесингового центру на Alpha підключено трубопроводи з інших невеликих родовищ, які розроблялись Shell — Corvette, Caravel та Brigantine. Нарешті, з Alpha продукція направляється на береговий приймальний термінал у Бактоні.
Можливо також вказати на певну спільну інфраструктуру обох груп компаній, що займаються розробкою Леман. Так, на комплекс В у секторі Амоко надходив газ із потужностей Амоко на родовищі Індефатігебл, які втім переправляли як свій видобуток, так і продукцію компанії Shell з її ділянки Індефатігеблу. Далі від комплексу В проклали перемичку знову у сектор Shell, але вже на родовищі Леман.

## Демобілізація
Родовище Леман знаходиться на пізній стадії розробки. На початку 2010-х років з'явились перші дослідження на предмет демонтажу встановлених тут платформ.
На цей момент, на Леман був демонтований газопровід-перемичка між секторами двох компаній, що став непотрібним після виводу з експлуатації компанією Shell своєї частини родовища Індефатігебл (продукція якого проходила транзитом через потужності сусідів).  